# Хонмоде, Джаянт
Джаянт Хонмоде (англ. Jayant Honmode; родился 25 декабря 1938 года, Махараштра) — профессор, доктор биологических наук. Ректор Университета сельского хозяйства им. доктора Панджабрао в городе Акола в Индии. Ветеринарный учёный, который вывел новую породу овец.

## Биография
Джаянт Хонмоде родился в Индии 25 декабря 1938 года. Приехал в СССР для получения образования и начал учиться в 1962 году.
Стал выпускником сельскохозяйственного факультета Университета дружбы народов имени Патриса Лумумбы в 1965 году. У него есть диплом переводчика русского языка. После получения высшего образования защитил диссертацию на соискание ученой степени кандидата биологических наук. Затем защитил звание доктора биологических наук. Эту степень он получил за скрещивание грубошерстных индийских овец с тонкорунными овцами из Советского Союза. Так он вывел новую породу овец.
В период с 1965 по 1996 год занимал должность руководителя исследовательской группы, профессора, заведующего кафедрой физиологии, биохимии и питания в Институте при Совете Индии по вопросам исследований в области сельского хозяйства, в Университете сельского хозяйства. В Нагпуре был деканом в ветеринарном колледже. Занимал должность председателя деканской комиссии штата Махараштра.
Ректор Университета сельского хозяйства им. доктора Панджабрао в городе Акола. С 1993 года по 1995 год был вице-президентом Общества физиологии животных Индии. Был председателем в Аккредитационном комитете в Совете по образованию и научным исследованиям в области сельского хозяйства, города Пуна. Занимал должность первого Президента Совета студентов Индии при Российском университете дружбы народов.
Джаянт Хондоме был личным переводчиком премьер-министра Индии Лала Бахадура Шастри, также премьер-министра Индии, Чрезвычайного и Полномочного Посла Индии в СССР И. К. Гуджрала. Около 60 лет Джаянт Хонмоде занимался научной, преподавательской и административной деятельностью.
Работает независимым экспертом по оценке работы факультетов физиологии, питания, биотехнологии, русского языка в разных учебных заведениях. В качестве приглашенного преподавателя работает в Институте Синхагада на факультете фармацевтики и гостиничного бизнеса. Работал преподавателем в университетах США, Японии, Великобритании, Финляндии, Германии, Франции, Голландии и Польши.
Джаянт Хонмоде включен в список «Людей науки и техники в Индии».
Женат. В семье есть двое детей.